# Abaxisotima multipunctata
Abaxisotima multipunctata är en insektsart som först beskrevs av Kang och Chikun Yang 1989.  Abaxisotima multipunctata ingår i släktet Abaxisotima och familjen vårtbitare. Inga underarter finns listade i Catalogue of Life.